# Abbaye de Saint-André-aux-Bois
L’Abbaye de Saint-André-aux-Bois est une abbaye prémontrée, fondée au XIIe siècle à Gouy-Saint-André (Pas-de-Calais), sur le plateau interfluve Canche-Authie. Pendant un siècle, les moines pratiqueront un intensif essartage. L'abbaye n'est plus visible aujourd'hui.

## Histoire

### La fondation auXIIesiècle
Fondée en 1153, l'abbaye constitue une filiation de l'Abbaye de Dommartin.

### Moyen Âge
Au cours de la seconde moitié du XIIe siècle et la première moitié du XIIIe siècle, les moines de l'abbaye s'appliqueront à de nombreux défrichements forestiers au sein de l'inter-vals Canche-Authie afin de rendre les terres cultivables.

### XVIesiècleetXVIIesiècle
Les incessants conflits provoquent plusieurs incendies.

### XVIIIesiècle
À partir de 1751, l'abbaye est reconstruite. L'ensemble est à nouveau saccagé à la Révolution française.

## Liste des abbés de Saint-André-aux-Bois
- 1130 - 1168 : Anscher
- 1168 - 1178 : Hugues
- 1179 - 1199 : Gosselin
- 1199 - 1208 : Robert
- 1208 - 1214 : Guy
- 1214 - 1217 : Senault
- 1217 -1230 : Tesson
- 1232 - 1242 : Jean de Resne
- 1242 - 1256 : Hugues de Fruges
- 1257 - 1270 : Eustache
- 1270 - 1283 : Selles
- 1283 - 1292 : Raoul
- 1293 - 1301 : Thomas
- 1301 - 1314 : Guillaume de Tortefonfaine
- 1314 - 1328 : Jehan d'Embry
- 1328 - 1351 : Pierre Grenier
- 1351 - 1374 : Jehan de Montfélon
- 1374 - 1394 : Jehan de Forestel
- 1394 - 1407 : Jehan Leclercq
- 1407 - 1417 : Guillaume du Bus
- 1417 - 1440 : Enguerran de Fruges

## Architecture

### Les bâtiments de ferme
Édifiés à partir de 1752, les bâtiments de ferme sont les seuls vestiges qui témoignent de l'abbaye passée.

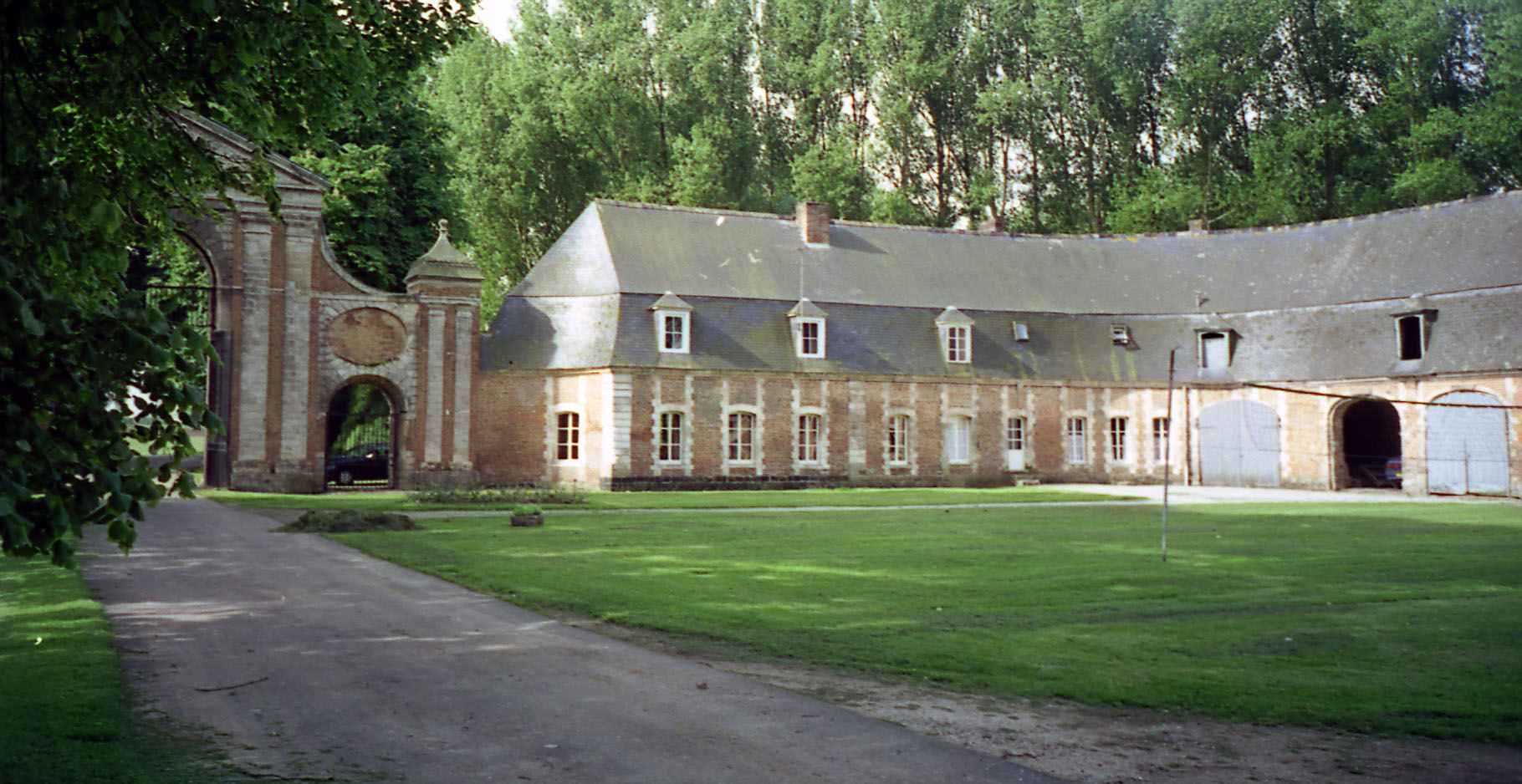
Vue du corps de ferme de l'Abbaye de Saint-André-aux-Bois.

### L'ensemble architectural actuel
Les façades et toitures des communs de l'ancienne abbaye (à l'exclusion de la chapelle) (cad. A 252) font l'objet d'une inscription au titre des Monuments historiques par arrêté du 28 janvier 1970.